# レスター伯
レスター伯（レスターはく、Earl of Leicester）は、イギリスの伯爵位。12世紀にイングランド貴族の伯爵位として創設されたが、1837年の創設以降は連合王国貴族としての伯爵位となっている。

## 初期の創設
レスター伯位の初めはロバート・ド・ボーモンである (1107年創設) 。彼はフランスの爵位であるムーラン伯を名乗ることが多かったが、彼の3代後のロバートはレスター伯を名乗った。4代伯ロバートでボーモン家の男系子孫が断絶し、彼の遺領は2人の姉妹に分けられ、年長の姉妹の息子であるシモン・ド・モンフォールがレスター伯位を継承した（妹の夫サアー・ド・クインシーは初代ウィンチェスター伯となった）。しかし、当時はフランスとイギリスの関係が悪化していたため、シモン・ド・モンフォールはレスター伯として正式には認められなかったが、彼の次男のシモン5世は、レスター伯位と所領を改めて継承することができた。彼がヘンリー3世の時代において有名なシモン・ド・モンフォールであり、1265年のイーヴシャムの戦いで戦死した。彼の所領と身分は剥奪され、すぐに王の次男エドマンドに与えられた (1265年創設)。

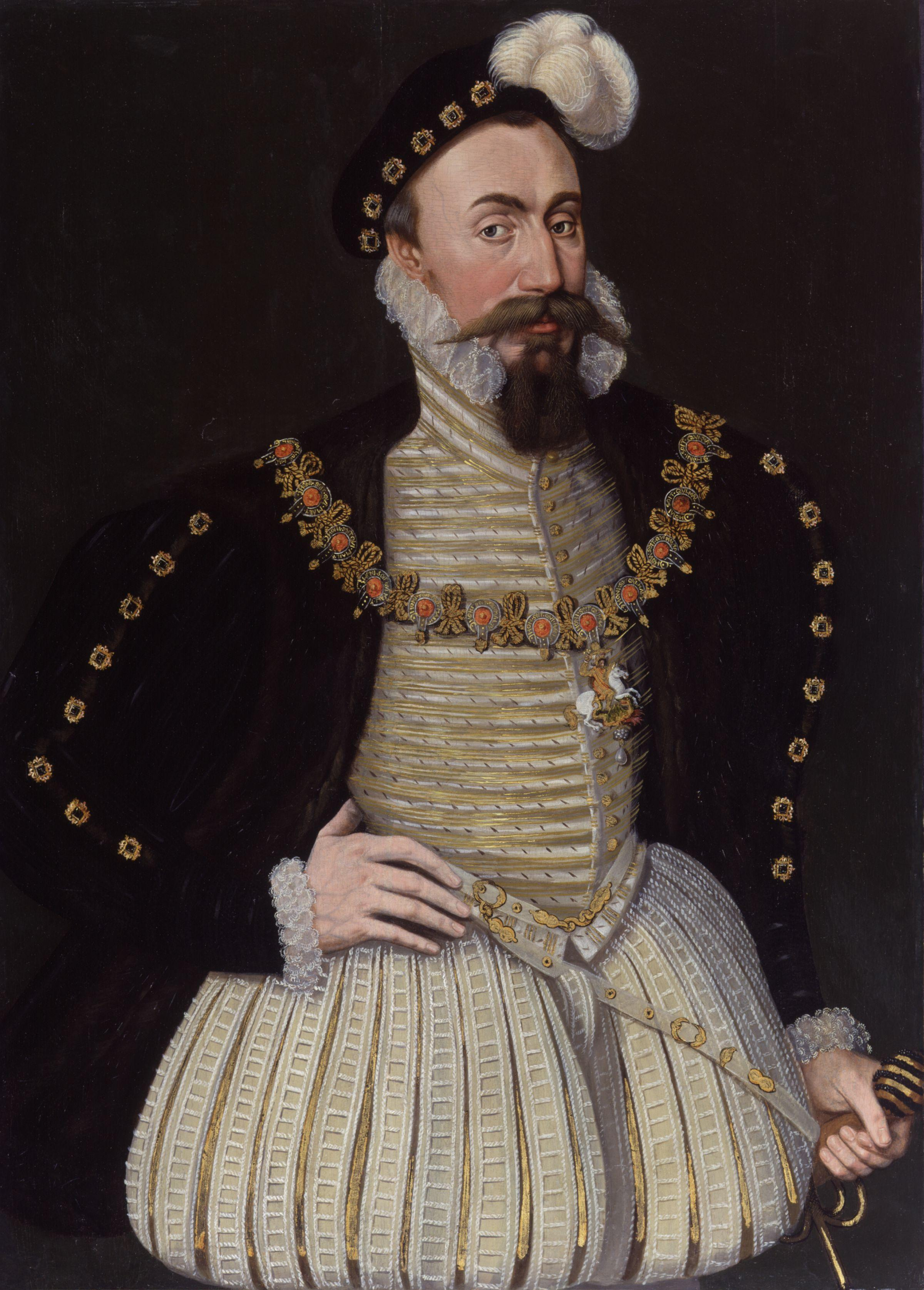
1564年にレスター伯に叙されたロバート・ダドリー（ナショナル・ポートレート・ギャラリー）

エドマンドの息子であるレスター伯兼ランカスター伯爵トマスは1322年に反逆の罪で処刑され、伯位を失ったが、数年後彼の弟ヘンリーに返された。ヘンリーの息子のランカスター公ヘンリー・オブ・グロスモントは2人の娘のみを残して死去し、彼の所領は娘たちで分けられた。長女のマティルダにレスター伯位は受け継がれ、彼女の夫バイエルン公ヴィルヘルム1世がレスター伯となった（このような女系を通した伯位の継承は、中世において男性相続人がいない場合に許される相続の典型的な例である）。
しかしマティルダは夫の伯位継承後すぐ死去し、伯位は妹ブランシュの夫であるジョン・オブ・ゴーントに継承され、彼は後にランカスター公となった。公位と伯位の両方ともジョンの息子で後のイングランド王ヘンリー4世が継承し、両身分ともヘンリーが王位に就いた時に王位に統合された。レスター伯領は後のランカスター公領の一部となった。
その後、レスター伯位はエリザベス1世の寵臣ロバート・ダドリーに与えられた (1564年創設) が、ダドリーは継嗣なく死去し、伯位は廃絶したが、伯位は彼の甥ロバート・シドニーのために再び創設された (1618年創設) 。伯位とともにロバート・シドニーは従属爵位となるリール子爵の位を1605年5月4日に授けられた。シドニー家は1743年に7代伯爵が死去するまで伯位を保持していたが、その後は再び廃絶した。伯位はトマス・クックのために1744年に再び創設されたが、彼も継嗣なく死去したため、廃絶した。

## 1784年の創設
レスター伯位は、16代チャートリーのフェラーズ男爵で8代コンプトン男爵のジョージ・タウンゼンドに与えられた。彼は4代タウンゼンド子爵で後に初代タウンゼンド侯爵となったジョージ・タウンゼンドの長男であった。タウンゼンドは、1618年創設の2代伯爵の娘ルーシー・シドニーの子孫にあたる。伯位は1855年に彼の息子3代タウンゼンド侯ジョージの死により再び廃絶した。タウンゼンド侯位は彼の従弟に継承され現在も続いている。

## 1744年および1837年の創設

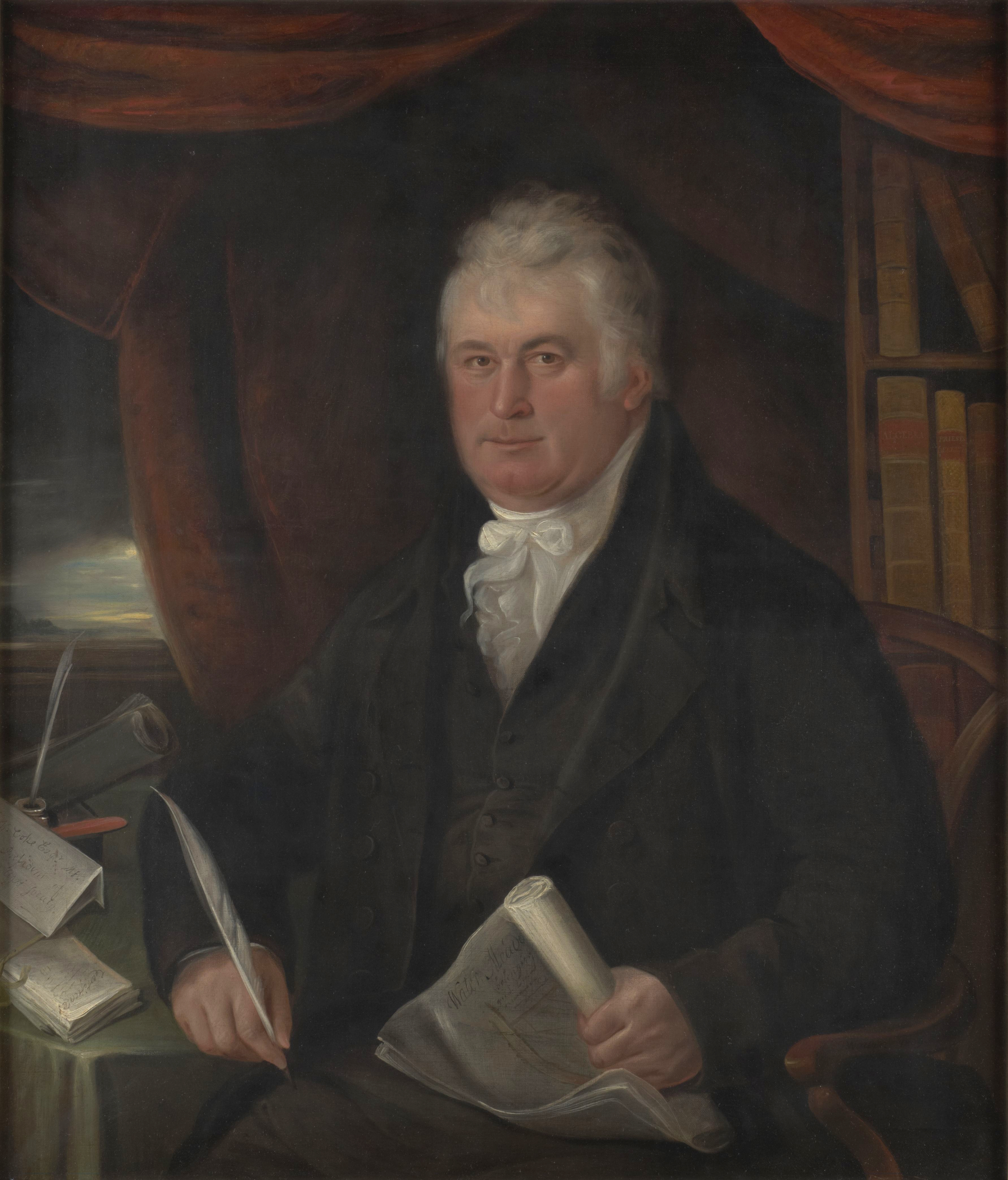
初代レスター伯トマス・クック（1837年創設）

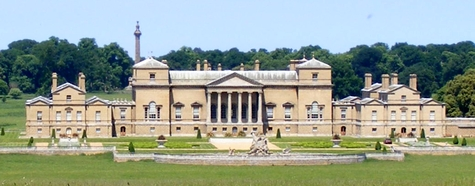
ホウカム・ホール

クック家は、1613年から1616年まで首席裁判官をつとめた有名な裁判官で政治家のサー・エドワード・クックの子孫である。彼の玄孫トマス・クックは地主で政治家、芸術のパトロンであった。1728年、彼はグレートブリテン貴族としてオックスフォード州ミンスター・ロヴェルのラヴェル男爵となり、1744年にはグレートブリテン貴族におけるノーフォーク州ホウカムのクック子爵、そしてレスター伯となった。クックはノーフォークにホウカム・ホールの建設を始めた。また、19代クリフォード男爵マーガレット・タフトン（1700年 - 1775年）と結婚したが、唯一の子であったクック子爵エドワードが両親に先立って嗣子なく死去した。そのため、レスター伯位は1759年の伯爵の死により廃絶、クリフォード男爵位は1775年のマーガレットの死去により停止となった。
クック家の所領は最後の伯爵の甥であるウェンマン・クックに継承された。ウェンマンはフィリップ・ロバーツとレスター伯の姉妹アンとの息子であったが、父方のロバーツ姓を捨ててクック姓を引き継いだ。彼の息子であるトマス・ウィリアム・クックは政治家で著名な農学者であった。「ノーフォークのクック」として知られ、長年議員をつとめたが、農業発展への貢献で知られており、イギリス農業革命を推進した人物の一人であった。1837年、彼の大伯父の爵位が復活し、連合王国貴族としてのクック子爵およびレスター伯爵となった。一方、この時点では1784年に創設されたタウンゼンド家のグレートブリテン貴族としてのレスター伯爵位は存続している。レスター伯位はトマスの二度目の結婚から生まれた長男トマスが継承した。彼は60年間ノーフォーク統監をつとめ、1873年にガーター勲章を授与された。
1909年の彼の死後、伯位は長男トマスが継承した。彼はスコッツガーズ第二大隊の大佐となり、ノーフォーク総督もつとめた。彼の後は長男トマスが4代伯として継承したが、彼もまたノーフォーク総督をつとめた。彼の息子5代伯トマスはジョージ6世とエリザベス2世の侍従をつとめた。5代伯は男子なく死去し、3代伯の次男アーサー・ジョージ・クックの息子アンソニーが6代伯となった。彼の後は長男エドワードが7代伯として継承し、現在は7代伯の長男トマス・エドワード・クックが2015年に8代伯となっている。
邸宅はホウカム・ホールであり、ノーフォークのウェルズ・ネスクト・ザ・シーの近くにある。

## 歴代伯爵

### 第1期（1107年創設）
- 初代レスター伯爵ロバート・ド・ボーモン（? - 1118年）：ムーラン伯
- 第2代レスター伯爵ロバート・ド・ボーモン（英語版）（1104年 - 1168年）
- 第3代レスター伯爵ロバート・ド・ボーモン（英語版）（? - 1190年）
- 第4代レスター伯爵ロバート・ド・ボーモン（英語版）（? - 1204年）
- 第5代レスター伯爵シモン・ド・モンフォール（1170年頃 - 1218年、1207年相続）
- 第6代レスター伯爵シモン・ド・モンフォール（1208年 - 1265年）
  - 1265年、爵位剥奪

### 第2期（1265年創設）
- 初代レスター伯爵および初代ランカスター伯爵エドマンド（1245年 - 1296年）
- 第2代レスター伯爵および第2代ランカスター伯爵トマス（1280年頃 - 1322年、1322年剥奪）
- 第3代レスター伯爵および第3代ランカスター伯爵ヘンリー（1281年頃 - 1345年）
- ランカスター公爵、第4代レスター伯爵および第4代ランカスター伯爵ヘンリー・オブ・グロスモント（1310年頃 - 1361年）
- レスター伯爵ウィリアム（1330年 - 1389年） - バイエルン公、妻の権利によりレスター伯継承（1361年 - 1362年）
- レスター伯爵ジョン・オブ・ゴーント（1340年 - 1399年） - ランカスター公、1362年より妻の権利によりレスター伯継承
- レスター伯爵ヘンリー（1367年 - 1413年） - ランカスター公、後のイングランド王

### 第3期（1564年創設）
- 初代レスター伯爵ロバート・ダドリー（1532年 - 1588年）

### 第4期（1618年創設）

シドニー家の紋章

- 初代レスター伯爵ロバート・シドニー（英語版）（1563年 - 1626年）
- 第2代レスター伯爵ロバート・シドニー（英語版）（1595年 - 1677年）
- 第3代レスター伯爵フィリップ・シドニー（英語版）（1619年 - 1698年）
- 第4代レスター伯爵ロバート・シドニー（1649年 - 1702年）
- 第5代レスター伯爵フィリップ・シドニー（1676年 - 1705年）
- 第6代レスター伯爵ジョン・シドニー（1680年 - 1737年）
- 第7代レスター伯爵ジョスリン・シドニー（1682年 - 1743年）

### 第5期（1744年創設）
- 初代レスター伯爵トマス・クック（1697年 - 1759年）

### 第6期（1784年創設）
- 初代レスター伯爵および第2代タウンゼンド侯爵ジョージ・タウンゼンド（英語版）（1755年 - 1811年）
- 第2代レスター伯爵および第3代タウンゼンド侯爵 ジョージ・タウンゼンド（英語版）（1778年 - 1855年）

### 第7期（1837年創設）
- 初代レスター伯爵トマス・ウィリアム・クック（1754年 - 1842年）
- 第2代レスター伯爵トマス・ウィリアム・クック（1822年 - 1909年）
- 第3代レスター伯爵トマス・ウィリアム・クック（英語版）（1848年 - 1941年）
- 第4代レスター伯爵トマス・ウィリアム・クック（英語版）（1880年 - 1949年）
- 第5代レスター伯爵トマス・ウィリアム・エドワード・クック（英語版）（1908年 - 1976年）
- 第6代レスター伯爵アンソニー・ルイ・ラベル・クック（英語版）（1909年 - 1994年）
- 第7代レスター伯爵エドワード・ダグラス・クック（英語版）（1936年 - 2015年）
- 第8代レスター伯爵トマス・エドワード・クック（英語版）（1965年 - ）

法定推定相続人は現8代伯爵の息子クック子爵エドワード・ホレイショ・クック（2003年生）である。